# Krates z Aten

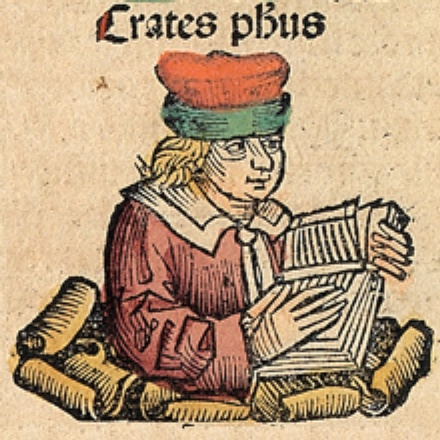
Krates z Aten – wyobrażenie z XV-wiecznej „Kroniki świata” H. Schedla

Krates z Aten (gr. Κράτης, zm. 268-264 p.n.e.) – filozof grecki. Ostatni scholarcha starej Akademii, którą kierował w latach 270–268 p.n.e.

Według Diogenesa Laertiosa był synem Antygenesa i pochodził z gminy Tria. Był uczniem i ulubieńcem Polemona, swego poprzednika na stanowisku kierownika Akademii. Łączące ich więzy miały być tak silne, że obaj spoczęli w jednym grobie, na którym miał znajdować się napisany przez poetę Antagorasa epigramat:
"Tutaj spoczywa Polemon obok bogobojnego Kratesa.
Wędrowcze, który tędy przechodzisz, powiedz wszystkim,
że leżą tu mężowie połączeni wierną przyjaźnią.
Z ich boskich ust płynęły boskie słowa,
ich życie czyste, wierne niewzruszonym zasadom,
zapewniło im pamięć wieczną".
Według Apollodora Krates miał być autorem pism dotyczących filozofii i komedii, a także przemówień i mów poselskich. Do jego uczniów należeli: Arkezylaos – jego następca na stanowisku scholarchy i twórca średniej Akademii, oraz Bion Borystenita.